# Aeroclub Mendoza
Aeroclub Mendoza es un aeroclub situado en la provincia de Mendoza, Argentina, en la localidad de La Puntilla, Luján de Cuyo. Su sede es el Aeródromo La Puntilla. Este aeroclub es uno de los precursores de la aeronáutica argentina. Fue fundado oficialmente el 2 de agosto de 1915 siendo así el aeroclub más antiguo del país.

## Ubicación
Los cerrillos S/N ruta Panamericana KM 7,5 La Puntilla, Luján de Cuyo, Provincia de Mendoza
GPS ARP Latitud y Longitud: S 32°57′47.0″ y W 68° 52' 22.0

## Características de la pista  y del aeródromo
Mendoza/ La puntilla - DOP - rano público no controlado. 325745S 0685227W - 8,5km al SW del aeropuerto EL PLUMERILLO (SAME) - Elevación 942mts (3091ft).

## Rwy
05/23 1006x19 M asfalto

## ATZ
Abarca el espacio aéreo comprendido desde 325440S 0685100W, siendo un arco de 3NM de radio con centro en 325742S 0685144W hacia el E hasta 325935S 0685415W, continuando hacia el NW hasta 325710S 685150W hasta 325440S 0685100W. Tope de ATZ 1500FT de altura.

## THR
05 move 430 M.

## Servicios
100LL; Jet A1; Hangaraje. Vuelos Bautismo. Escuela de vuelo

## Datos históricos
En el año 1908, un grupo de "navegantes del cielo", entre los que se encontraban los hermanos Jorge y Eduardo Newbery, concretaban la fundación del Aeroclub Argentino, semilla de la aviación civil y militar Argentina. Transcurría 1911, cuando un puñado de mendocinos se reunía con visiones e inquietudes aeronáuticas, donde bien podemos decir que en ellos tuvo sus orígenes esta institución.
En 1912, un italiano radicado en Mendoza, Don Mario Casale, se constituye en el primer piloto en volar sobre suelo mendocino, elevándose desde un corredor ubicado al costado del actual lago ubicado en el Parque General San Martín.
Corría el año 1914, y en oportunidad de inaugurarse el fenomenal monumento del Cerro de la Gloria, volaron sobre él los aviadores Teodoro Fels, experimentado piloto y el ya mencionado aviador Mario Casale, ante el asombro y deleite de los asistentes que concurrieron al acto inaugural del Cerro de la Gloria.
Poco tiempo después, el 2 de agosto de 1915, queda oficialmente fundado el Aeroclub Mendoza y obtiene su personería jurídica el 1 de octubre del mismo año. El Aeroclub Argentino, primera entidad aeronáutica Argentina y filial de la Federación Aeronáutica Internacional, lo reconoce y recibe en su seno el 19 de noviembre de 1915. Siendo elegido como su primer presidente el doctor Belindo Sosa Carrera.
En 1922 el Aeroclub obtiene una nueva personería jurídica acordada por el DECRETO GUBERNATIVO PROVINCIAL n.º 329 DEL 20/05/1922, la que conserva actualmente.
"Los Tamarindos", conocido posteriormente como el "Campo de Aviación El Plumerillo" y actual asentamiento de la IV Brigada Aérea de la Fuerza Aérea Argentina y Aeropuerto Internacional Francisco Gabrielli, fue el aeródromo donde se inició la actividad aeronáutica civil, comercial y militar desarrollada hasta el año 1947, siendo esta la base de operaciones de varios famosos pioneros de la aviación nacional y extranjera despegando de este suelo mendocino aviadores como Jorge Newbery, Teodoro Fels, Mario Casale y otros. El predio originalmente perteneciente a la familia Bonfanti, fue cedido para el desarrollo de la actividad aeronáutica.
En esa misma década (1947-1957) fue cuando la institución cobra gran cantidad de adeptos, radicándose definitivamente en el año 1958 en su actual asentamiento de "La Puntilla".